# 2025년 체티네 총격 사건
2025년 체티네 총격 사건은 2025년 1월 1일 몬테네그로 체티네에서 한 남자가 다섯 건의 총격을 가해 12명을 살해하고 4명을 부상을 입히게 한 사건이다. 그는 같은 날 자살했다.

## 사건
2025년 1월 1일 오후, 체티네의 한 술집에서 난투극이 벌어졌다. 싸움이 끝난 후, 45세의 아초 마르티노비치(몬테네그로어: Aco Martinović, Ацо Мартиновић)라는 남자가 술집에서 집으로 돌아가 총을 가져왔다. 마르티노비치는 식당으로 돌아와 총격을 가해 4명을 사살하고 4명을 다치게 했다. 그런 다음 그는 다른 장소로 이동하여 4명을 더 사살했다. 그는 다시 다른 두 곳으로 이동하여 두 명의 어린이와 두 명의 성인을 사살했다.
당국은 용의자를 수색하기 위해 체티네에서 오는 도로를 봉쇄했고, 특수부대가 지원을 위해 파견되었다. 나중에 사망자 중 몇몇은 바이체 마을에서 사망한 것으로 확인되었다. 경찰에 포위된 후, 용의자는 체티네 교외 훔치에 있는 자신의 집 근처에서 머리를 쏘았고, 병원으로 이송되는 도중 사망했다.
마르티노비치는 과거에 불법 총기 소지와 가정 폭력 혐의로 구금되었던 적이 있다. 그는 또한 2005년에 폭력 행위로 유예형을 선고받았다. 그는 총격 사건이 일어나기 전 하루 종일 술을 마셨다.

## 피해자
가해자는 12명을 살해했고, 다른 4명은 부상을 입었다. 살해된 피해자는 8세와 13세의 소년 2명, 남자 7명, 여자 3명이었다. 피해자 중에는 가수이자 "즈브즈데 그란다" 우승자인 다르코 마르티노비치의 친척 2명, 술집 주인의 조카, 가해자의 자매를 포함한 가해자의 가족, 그리고 그의 다른 지인들이 있었다.

## 반응
몬테네그로 대통령 야코브 밀라토비치는 이 비극에 충격을 받고 황망해하며 "휴일의 기쁨 대신 ... 우리는 무고한 생명의 상실에 대한 슬픔에 사로잡혔습니다."라고 X에 트윗했다. 총리 밀로이코 스파이치는 일부 희생자가 치료를 받고 있는 병원을 방문하였으며 3일간의 국가 애도 기간을 선포했다.